# Fauvette du désert
Curruca deserti
Espèce
La Fauvette du désert  (Curruca deserti) est une espèce d’oiseaux de la famille des Sylviidae. Jusqu'à une date récente, elle était considérée comme conspécifique à la fauvette naine, espèce migratrice qui vit en Asie centrale et migre jusqu'au Golfe Persique et à la péninsule Arabique.

## Répartition
Cette fauvette vit dans les déserts de l'ouest de l'Afrique du Nord au sud de l'Atlas, du sud-est du Maroc à la Libye occidentale et au Mali et au Niger. Elle passe l'hiver dans cette zone et ne migre que sur de courtes distances.

## Description
C'est un petit oiseau, d'environ 11-12 cm de long et pesant de 7 à 10 grammes[réf. nécessaire]. Le mâle et la femelle sont presque de couleurs identiques, jaune sable clair-marron au-dessus et blanchâtre en dessous ; le bec et les pattes sont jaunâtres et l'œil possède un iris jaune.

## Alimentation
Il est insectivore mais peut aussi manger de petites baies. Contrairement à la plupart des fauvettes, il se nourrit sur le sol. Son chant est un son distinctif aux notes claires, poussé souvent lors d'un vol d'avertissement.

## Nidification

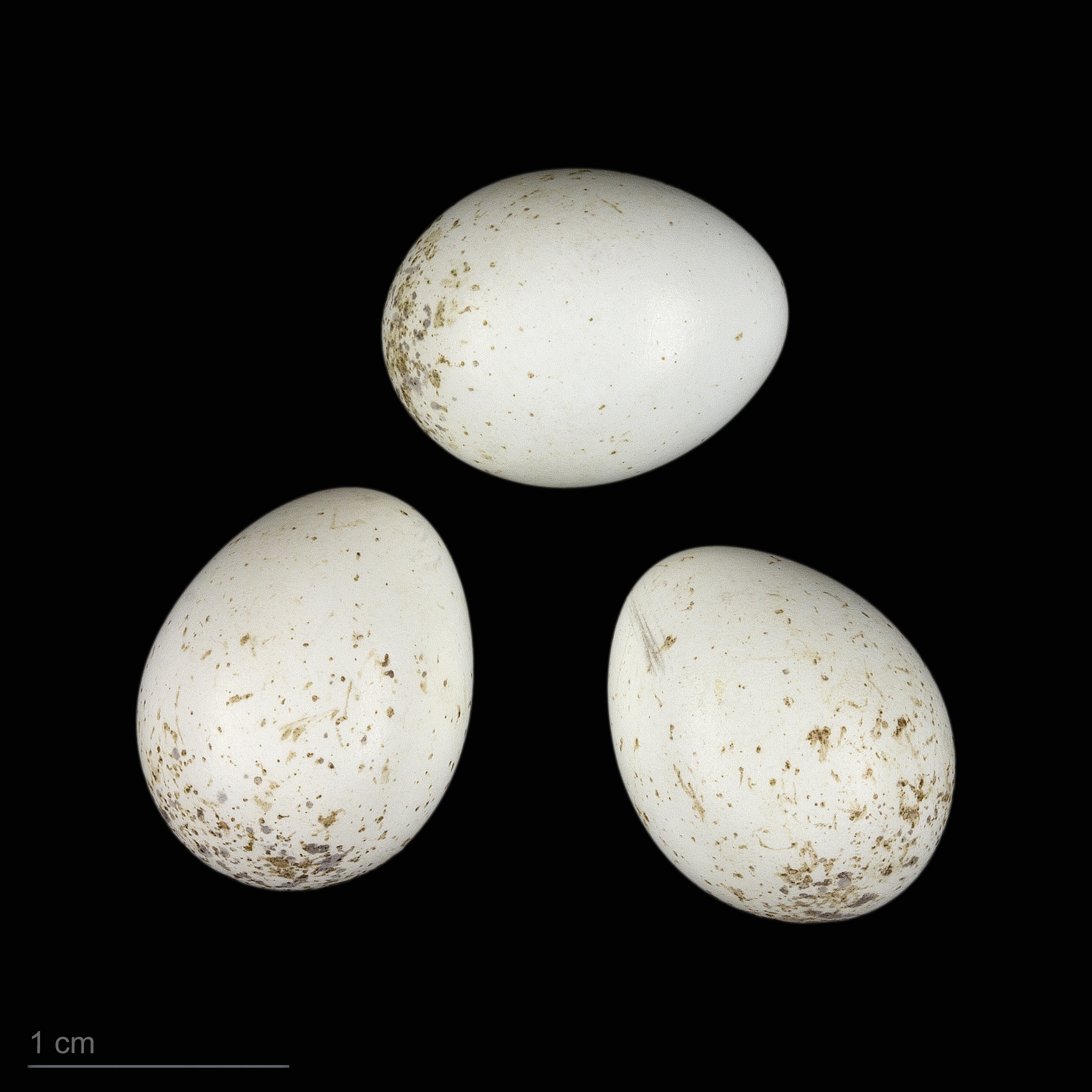
Oeufs de Curruca deserti - Muséum de Toulouse

Il niche dans des environnements désertiques ou semi-désertiques où l'on trouve des buissons isolés pour la nidification. Le nid est construit dans de petits arbustes, et il y pond de 2 à 5 œufs[réf. nécessaire].

## Systématique
La fauvette du désert faisait anciennement partie du genre Sylvia, mais a depuis été reclassée dans le genre Curruca après que celui-ci a été séparé de Sylvia.